# Adrian Moorhouse
Adrian David Moorhouse (* 24. Mai 1964 in Bradford) ist ein ehemaliger britischer Schwimmer.
Er gehörte in den 1980er und zu Beginn der 1990er Jahre zu den weltweit besten Schwimmern über die Lage Brust. 1990 wurde er zu Europas Schwimmer des Jahres gewählt. 1989 erhielt er für seine Erfolge den MBE.
Insgesamt konnte er über 100 m und 200 m Brust viermal den Europameistertitel erringen. Bei den Olympischen Spielen 1988 in Seoul wurde er Olympiasieger über 100 m Brust. Nachdem er vier Jahre später bei den Olympischen Spielen 1992 in Barcelona nur den achten Platz im Finale über 100 m Brust belegt hatte, beendete er seine Laufbahn.
Nach seiner Karriere als Schwimmer wurde Moorhouse unter anderem Kommentator für die BBC. Im Jahr 1999 wurde er in die Ruhmeshalle des internationalen Schwimmsports aufgenommen.